# سیدنی کینگزلی
سیدنی کینگزلی (انگلیسی: Sidney Kingsley؛ ۲۲ اکتبر ۱۹۰۶ – ۲۰ مارس ۱۹۹۵) یک فیلم‌نامه‌نویس اهل ایالات متحده آمریکا بود.